# バヤーナー
バヤーナー（ヒンディー語: बयाना、Bayana）は、インドのラージャスターン州、バラトプル県の都市。

## 地理
- 北緯26度54分31秒 東経77度17分33秒 / 北緯26.90861度 東経77.29250度に位置[1]。
- バラトプルから南西へ45キロ。

## 人口
2001年の統計では、33,504人。